# 中国建筑标准设计研究院
中国建筑标准设计研究院（简称“标准院”），创建于1956年，前身为建筑标准设计研究所（原建设部直属事业单位），2000年转制为中央科技型企业，现隶属于中国建设科技集团。目前共有员工1300余人，其中专业技术人员1100余人，具有注册职业资格人员300余人。标准院是国际标准化组织TC59、TC162、TC10/SC8工作组中国对口技术单位，并负责BuildingSMART中国分部。 其主要建筑作品有中纪委办公楼、中国海洋石油总公司办公大楼、中关村金融中心、深圳发展中心大厦等。